# Irlanda no Festival Eurovisão da Canção 2010
A Irlanda irá a Oslo, e já possuiu uma lista de possíveis representantes. Tais factos foram divulgados a 27 de Outubro de 2009.

## Selecção do representante
Com vários nomes de possíveis representantes apresentados, o mais certo será o país abandonar o seu famoso festival Eurosong, e trocá-lo por uma selecção interna, no entanto nada está confirmado.